# 1139 Atami
Az 1139 Atami (ideiglenes jelöléssel 1929 XE) egy marsközeli kisbolygó. Oikava Okuró és Kubokava Kadzuo fedezte fel 1929. december 1-én, Tokióban.